# Giro del Lussemburgo 1976
Il Giro del Lussemburgo 1976, quarantesima edizione della corsa, si svolse dal 3 al 6 giugno su un percorso di 698 km ripartiti in 4 tappe, con partenza a Lussemburgo e arrivo a Esch-sur-Alzette. Fu vinto dal belga Frans Verbeeck della Ijsboerke-Colnago davanti al suo connazionale Jos Jacobs e all'olandese Gerrie Knetemann.

## Tappe
| Tappa  | Data     | Percorso                    | km  | Vincitore di tappa | Leader cl. generale |
| ------ | -------- | --------------------------- | --- | ------------------ | ------------------- |
| 1ª     | 3 giugno | Lussemburgo > Bettembourg   | 180 | Frans Verbeeck     | Frans Verbeeck      |
| 2ª     | 4 giugno | Bettembourg > Echternach    | 180 | Frans Verbeeck     | Frans Verbeeck      |
| 3ª     | 5 giugno | Echternach > Diekirch       | 167 | Fons De Bal        | Frans Verbeeck      |
| 4ª     | 6 giugno | Diekirch > Esch-sur-Alzette | 171 | Fons De Bal        | Frans Verbeeck      |
| Totale | Totale   | Totale                      | 698 |                    |                     |

## Dettagli delle tappe

### 1ª tappa
- 3 giugno: Lussemburgo > Bettembourg – 180 km

| Pos. | Corridore        | Squadra    | Tempo    |
| ---- | ---------------- | ---------- | -------- |
| 1    | Frans Verbeeck   | Ijsboerke  | 4h31'27" |
| 2    | Jos Jacobs       | Ijsboerke  | a 4"     |
| 3    | Gerrie Knetemann | TI-Raleigh | a 5"     |

| Pos. | Corridore      | Squadra   | Tempo |
| ---- | -------------- | --------- | ----- |
| 1    | Frans Verbeeck | Ijsboerke |       |

### 2ª tappa
- 4 giugno: Bettembourg > Echternach – 180 km

| Pos. | Corridore      | Squadra    | Tempo    |
| ---- | -------------- | ---------- | -------- |
| 1    | Frans Verbeeck | Ijsboerke  | 4h45'52" |
| 2    | Jan Raas       | TI-Raleigh | s.t.     |
| 3    | Jos Jacobs     | Ijsboerke  | s.t.     |

| Pos. | Corridore      | Squadra   | Tempo |
| ---- | -------------- | --------- | ----- |
| 1    | Frans Verbeeck | Ijsboerke |       |

### 3ª tappa
- 5 giugno: Echternach > Diekirch – 167 km

| Pos. | Corridore        | Squadra   | Tempo    |
| ---- | ---------------- | --------- | -------- |
| 1    | Fons De Bal      | Ijsboerke | 4h43'38" |
| 2    | Frans Verbeeck   | Ijsboerke | s.t.     |
| 3    | Richard Trinkler |           | s.t.     |

| Pos. | Corridore      | Squadra   | Tempo |
| ---- | -------------- | --------- | ----- |
| 1    | Frans Verbeeck | Ijsboerke |       |

### 4ª tappa
- 6 giugno: Diekirch > Esch-sur-Alzette – 171 km

| Pos. | Corridore        | Squadra    | Tempo    |
| ---- | ---------------- | ---------- | -------- |
| 1    | Fons De Bal      | Ijsboerke  | 4h34'27" |
| 2    | Dirk Ongenae     | Flandria   | s.t.     |
| 3    | Fons van Katwijk | Lejeune-BP | s.t.     |

| Pos. | Corridore        | Squadra    | Tempo     |
| ---- | ---------------- | ---------- | --------- |
| 1    | Frans Verbeeck   | Ijsboerke  | 18h35'18" |
| 2    | Jos Jacobs       | Ijsboerke  | a 16"     |
| 3    | Gerrie Knetemann | TI-Raleigh | a 18"     |

## Classifiche finali

### Classifica generale
| Pos. | Corridore            | Squadra                          | Tempo     |
| ---- | -------------------- | -------------------------------- | --------- |
| 1    | Frans Verbeeck       | Ijsboerke-Colnago                | 18h35'18" |
| 2    | Jos Jacobs           | Ijsboerke-Colnago                | a 16"     |
| 3    | Gerrie Knetemann     | Ti-Raleigh-Campagnolo            | a 18"     |
| 4    | Fons De Bal          | Ijsboerke-Colnago                | a 2'16"   |
| 5    | Arie Hassink         |                                  | a 2'21"   |
| 6    | Dirk Ongenae         | Flandria-Velda-W-VL Vleesbedrijf | a 2'25"   |
| 7    | Herman Van Springel  | Flandria-Velda-W-VL Vleesbedrijf | a 2'26"   |
| 8    | Willem Peeters       | Ijsboerke-Colnago                | a 2'27"   |
| 9    | Roger Gilson         | Frisol-Gazelle                   | s.t.      |
| 10   | Arthur Van De Vijver | Flandria-Velda-W-VL Vleesbedrijf | s.t.      |